# NGC 1594
NGC 1594 је спирална галаксија у сазвежђу Еридан која се налази на NGC листи објеката дубоког неба.
Деклинација објекта је - 5° 47' 52" а ректасцензија 4h 30m 51,5s. Привидна величина (магнитуда) објекта NGC 1594 износи 13,0 а фотографска магнитуда 13,8. NGC 1594 је још познат и под ознакама IC 2075, MCG -1-12-14, NPM1G -05.0197, IRAS 04284-0554, PGC 15348.